# Siarhiej Wazniak
Siarhiej Witaljewicz Wazniak (biał. Сяргей Вітальевіч Вазняк, ros. Сергей Витальевич Возняк, Siergiej Witaljewicz Wozniak; ur. 14 kwietnia 1962 w Korosteszowie) – radziecki oficer polityczny, działacz Komsomołu, od 1991 roku białoruski polityk i dziennikarz; w czasie wyborów prezydenckich w 2010 roku mąż zaufania opozycyjnego kandydata Uładzimira Niaklajeua; po wyborach oskarżony przez władze o organizację masowych niepokojów, uznany przez Amnesty International za więźnia sumienia.

## Życiorys
Urodził się 14 kwietnia 1962 roku w mieście Korosteszów, w obwodzie żytomierskim Ukraińskiej SRR, ZSRR. W 1984 roku ukończył Swierdłowską Wyższą Wojskowo-Polityczną Szkołę Pancerno-Artyleryjską im. Leonida Breżniewa, uzyskując dwie specjalności wyuczone: wojskową – oficer polityczny wojsk pancernych i cywilną – nauczyciel historii i wiedzy o społeczeństwie.
W latach 1979–1980 pracował jako nastawiacz przewodników łączności w zakładach „Elektrokontakt” w Biełgorodzie w Rosyjskiej FSRR. W latach 1980–1991 służył w Siłach Zbrojnych ZSRR w Uralskim Okręgu Wojskowym, Grupie Wojsk Radzieckich w Niemczech i Białoruskim Okręgu Wojskowym; początkowo jako słuchacz szkoły wojskowej, a następnie zastępca dowódcy kompanii samochodowej ds. politycznych, sekretarz komitetu Komsomołu w dywizji rakietowej, pomocnik kierownika wydziału politycznego pułku pancernego ds. komsomolskich, starszy instruktor w dziale komsomolskim zarządu politycznego okręgu. W latach 1992–1993 pracował jako korespondent, kierownik działu w gazecie „Wo Sławu Rodiny”. W 1993 roku był szefem obsługi prasowej Ludowego Ruchu Białorusi. W latach 1993–1995 pracował jako korespondent, zastępca redaktora naczelnego gazety „My i Wriemia”. W 1996 roku był instruktorem w Wydziale Organizacyjnym KC Partii Komunistów Białoruskiej (PKB). Od 1996 roku pełni funkcję redaktora naczelnego gazety białoruskich komunistów „Towariszcz”.

## Działalność polityczna
Od 1982 roku był członkiem Komunistycznej Partii Związku Radzieckiego. W 1991 roku, jeszcze podczas czynnej służby wojskowej, utworzył i kierował krajowym komitetem organizacyjnym „Za Wozrożdienije Komsomoła”. Od 1992 roku należał do PKB. W roku 1993 zwolnił się z wojska w związku z odmową opuszczenia szeregów partii. W latach 1992–1997 pełnił funkcję I sekretarza Leninowskiego Komunistycznego Związku Młodzieży Białorusi (LKZMB). W latach 1996–1997 był współprzewodniczącym Białoruskiej Narodowej Rady Organizacji Młodzieżowych i Dziecięcych. Od 1997 roku był honorowym przewodniczącym LKZMB. Od 1993 roku wchodzi w skład Biura Komitetu Centralnego Partii Komunistów Białoruskiej, od października 2009 roku noszącej nazwę Białoruska Partia Lewicy „Sprawiedliwy świat”.

### Wybory prezydenckie w 2010 roku
W czasie wyborów prezydenckich w 2010 roku Siarhiej Wazniak był członkiem grupy inicjatywnej i mężem zaufania opozycyjnego kandydata na urząd prezydenta, Uładzimira Niaklajeua. Był także jednym z kierowników wspierającego Niaklajeua ruchu społecznego „Mów prawdę!”. 14 grudnia, na pięć dni przed wyborami, został zatrzymany przez Komitet Bezpieczeństwa Państwowego, przewieziony do Partyzanckiego Rejonowego Oddziału Spraw Wewnętrznych i po pewnym czasie wypuszczony bez sporządzenia protokołu.
Nazajutrz po wyborach, wczesnym rankiem 20 grudnia 2010 roku, w czasie fali represji wobec działaczy opozycji, Siarhiej Wazniak został zatrzymany i przewieziony do izolatki śledczej białoruskiego KGB (tzw. amerykanki). Wraz z nim zatrzymano dwóch innych koordynatorów ruchu „Mów prawdę”: Andreja Dzmitryjeua i Alaksandra Fiadutę. 23 grudnia władze oficjalnie uznały go za podejrzanego o organizację masowych niepokojów w czasie demonstracji opozycji wieczorem 19 grudnia, a zatrzymanie zamieniły na areszt. Na początku stycznia 2011 roku był jednym z nielicznych więźniów aresztowanych w związku z wyborami, do których dopuszczano adwokata. W styczniu znalazł się na liście ponad 30 osób postawionych w stan oskarżenia na podstawie art. 293 pkt. 1 i 2 Kodeksu Karnego Republiki Białorusi (Masowe niepokoje). 11 stycznia 2011 roku został uznany przez Amnesty International za więźnia sumienia. Ogółem spędził w izolatce śledczej KGB 41 dni. 29 stycznia został zwolniony pod warunkiem, że nie będzie opuszczać Mińska, ani informować mediów o szczegółach toczonej przeciwko niemu sprawy karnej. Po uwolnieniu skarżył się na nieludzkie warunki przetrzymywania i wywierany na niego nacisk psychiczny.

## Poglądy
Podczas rozpadu Związku Radzieckiego Siarhiej Wazniak opowiadał się za zachowaniem radzieckich organizacji o charakterze komunistycznym. W 1991 roku, podczas nadzwyczajnego XXII zjazdu Komsomołu, był jednym z 14 delegatów (a zarazem jedynym z białoruskiej delegacji) głosujących przeciwko samorozwiązaniu tej organizacji. W późniejszym czasie podejmował wysiłki zmierzające do odtworzenia Komsomołu. Jako polityk wyrażał niezmiennie poglądy komunistyczne. W 1993 roku zwolnił się z wojska, ponieważ nie wyraził chęci opuszczenia szeregów Partii Komunistów Białoruskiej.

## Życie prywatne
Siarhiej Wazniak jest żonaty, ma dwoje dzieci.